# Kościół Świętego Wincentego à Paulo w Milwaukee
Kościół Świętego Wincentego a Paulo (ang. St. Vincent de Paul Church) w Milwaukee – kościół rzymskokatolickiej parafii położony w południowej stronie Milwaukee przy ulicy 2114 W. Mitchell Street. Kościół jest jedną z tamtejszych „polskich katedr”.

## Historia
W połowie 1880 roku postanowiono zorganizować kolejną (czwartą) polską parafię na południu Milwaukee. Wybudowanie świątyni według projektu Bernarda Kopackiego pochłonęło 30,000 ówczesnych dolarów. Pierwszym kapłanem służącym parafii został Wincenty Lewandowski.
W 1888 roku po ukończeniu budowy kościoła został on poświęcony przez arcybiskupa Michaela Heissa. Patronem ogłoszono Św. Wincentego a Paulo. 
Aby pomieścić w czasie nabożeństw rosnącą liczbę parafian, potrzebny był nowy kościół. Za sumę 85,000 dolarów wybudowano w stylu romańskim nową katedrę o wymiarach 20 metrów szerokości i 57 metrów długości. Wieże katedry mają odpowiednio 40 metrów i 60 metrów wysokości i cztery dzwony, z których największy ma 157,5 cm średnicy i waży 2268 kg. 
Z parafii Św. Wincentego a Paulo w Milwaukee wywodzą się dwaj deputowani do Kongresu Stanów Zjednoczonych. Mianowicie John C. Kleczka, który był pierwszym z pochodzenia Polakiem wybranym do Kongresu, oraz wybrany później Clement J. Zablocki, który służył w czwartym okręgu Wisconsin łącznie przez kolejnych 35 lat. Kongresmen Zablocki był także organistą parafialnym i śpiewał w chórze kościelnym.